# Lockheed T-33 Shooting Star
Lockheed T-33 Shooting Star (znany też jako T-Bird) – amerykański samolot szkolno-treningowy, produkowany w latach 1948-1959 przez Lockheed Corporation, poza USA był produkowany na licencji w Japonii i Kanadzie oraz używany w wielu krajach Europy i Ameryki Południowej. Samolot powstał na bazie myśliwca Lockheed F-80 Shooting Star, pierwszego produkowanego masowo amerykańskiego odrzutowca. Rozwinięciem T-33 jest dwumiejscowy myśliwiec przechwytujący Lockheed F-94 Starfire.
W grudniu 1957 T-33A USAF lecący z Francji do Grecji został przechwycony przez MiG-15bis Forcat Ajrore Shqiptare i zmuszony do lądowania po tym, jak naruszył przestrzeń powietrzną Albanii, samolot jest dziś wystawiony w muzeum w Gjirokastrze.

## Wersje

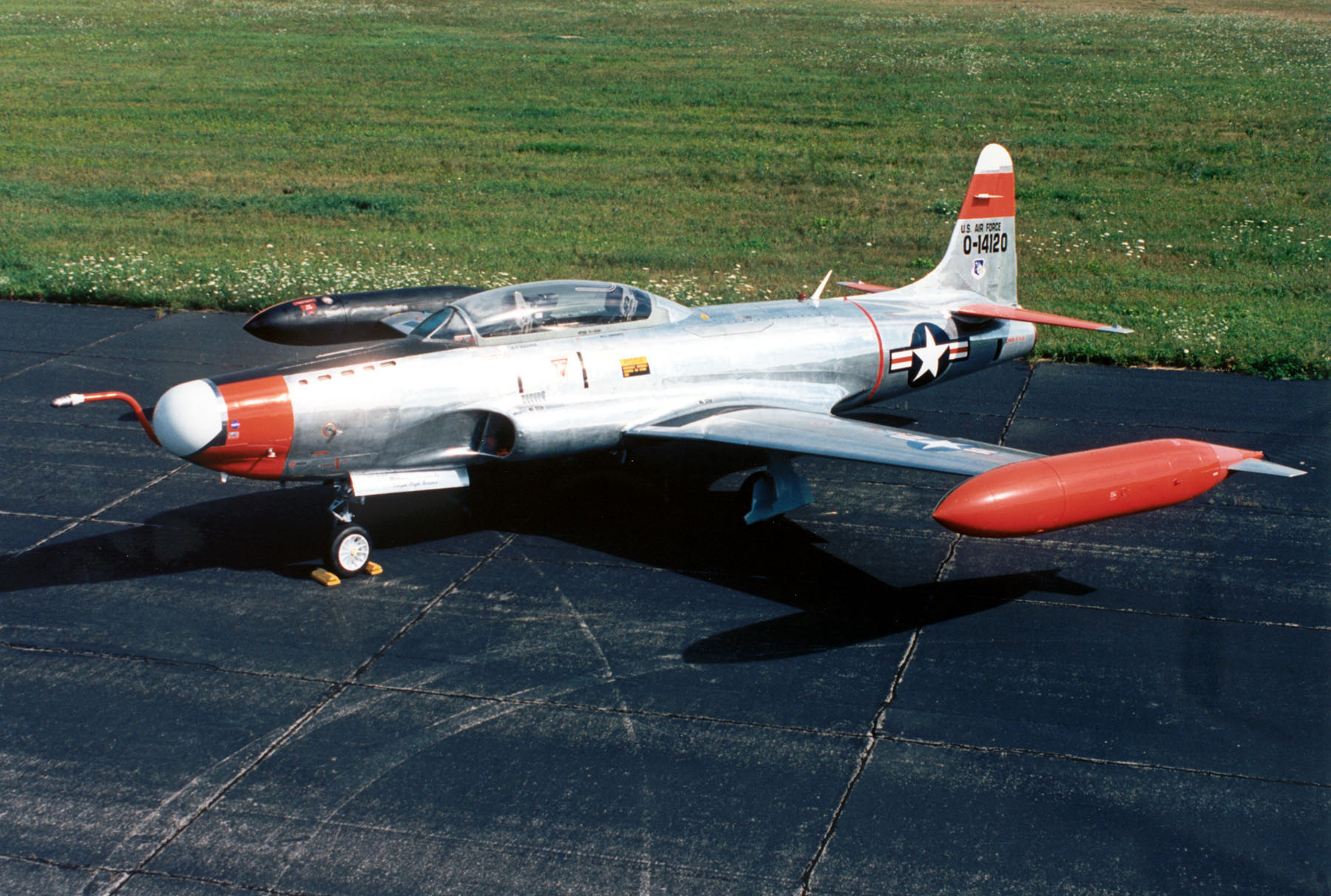
NT-33A

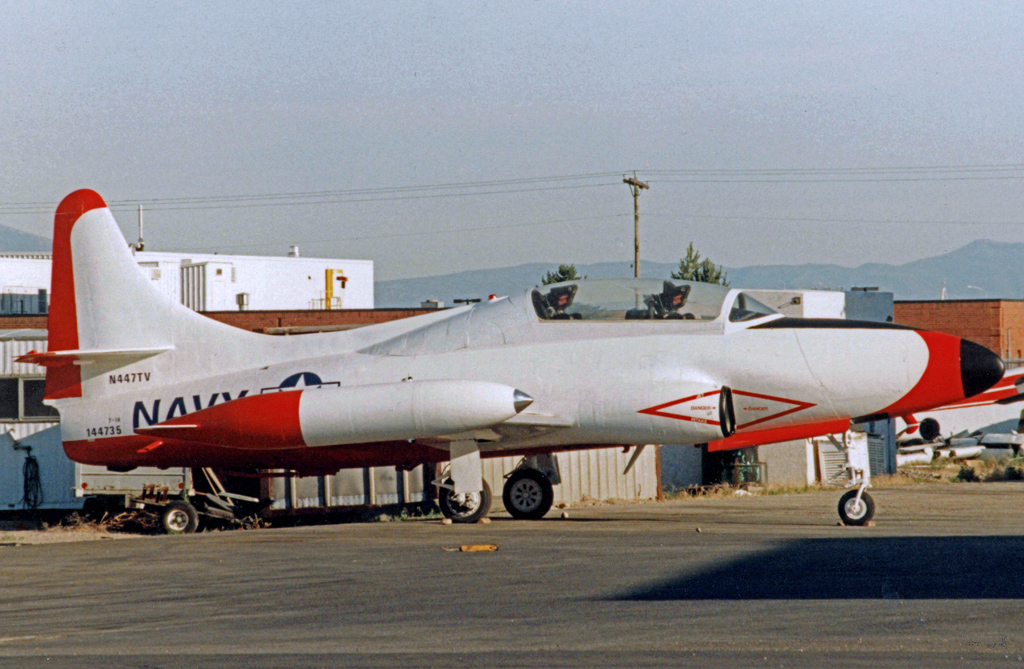
T2V-1 (T-1A) SeaStar

### USAF
TF-80C – oryginalne oznaczenie, prototyp

T-33A – dwumiejscowy samolot szkolny

AT-33A – uzbrojona wersja treningowo-bojowa T-33A

DT-33A – samolot do sterowania dronami QT-33A

NT-33A – samoloty przebudowane do badań w locie

QT-33A – zdalnie sterowane drony służące jako cele powietrzne

RT-33A – wersja rozpoznawcza AT-33A

### US Navy
TO-2 – Oznaczenie dla T-33A nadane przez US Navy, później zmienione na TV-2

TV-2KD – TV-2 do sterowania dronami

T-33B – oznaczenie dla TV-2 od 1962

DT-33B – nowe oznaczenie TV-2KD

L-245 – samolot przebudowany na demonstrator T2V SeaStar, oznaczenie producenta

T2V SeaStar – wersja rozwojowa oblatana 15 grudnia 1953 z mocniejszym silnikiem Allison J33-A-24/24A (27,2 kN), w służbie od 1957, samolot morski przystosowany do lądowania na lotniskowcach ze wzmocnionym kadłubem i podwoziem, hakiem, zmieniona awionika, skrzydła poszerzone do 13 m, podwyższono fotel instruktora, nowy ogon, wyprodukowano 150 sztuk T2V-1

T-1A – oznaczenie T2V-1 w systemie oznaczeń z 1962, wcześnie zastąpiony przez T-2 Buckeye, ale w użyciu do lat 70.

### Kanadyjskie
CT-133 Silver Star – oznaczenie T-33A nadane przez RCAF, produkowane na licencji przez Canadair jako Canadair CL-30, brytyjski silnik Rolls-Royce Nene, 576 sztuk używano w latach 1953–2005, używano też wersji specjalistycznych.

## Użytkownicy

Kraje używające T-33

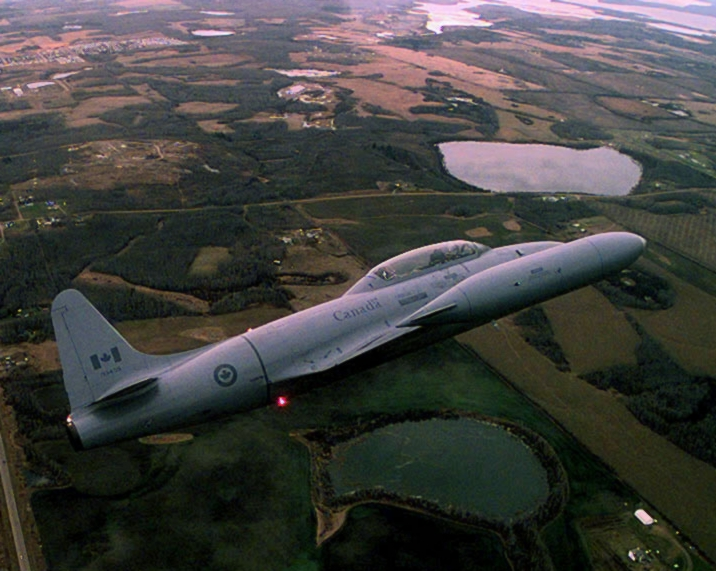
CT-133 w 1997

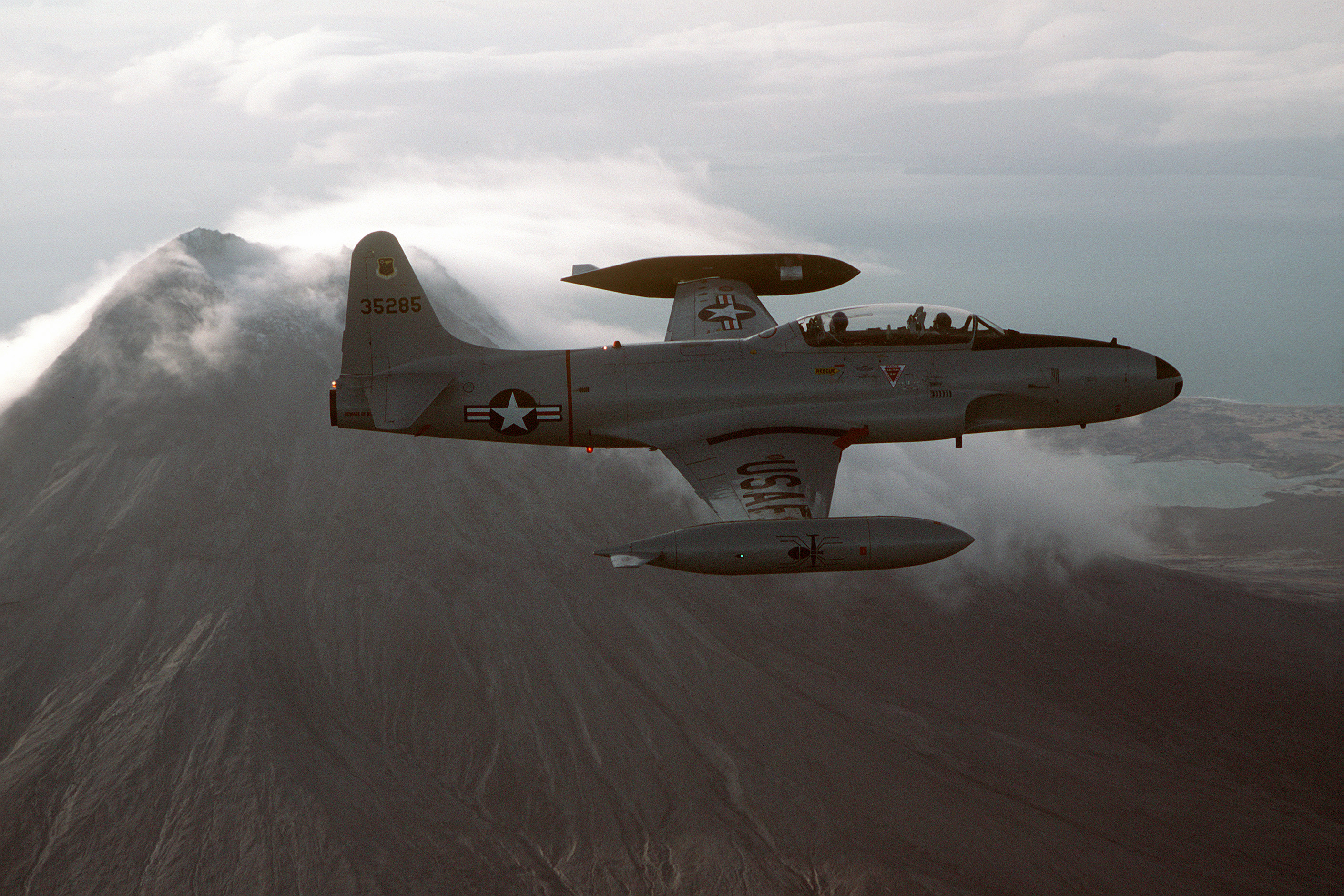
T-33 USAF w 1984

- Belgia (FAB): 38× T–33A, 1× RT–33A od 1952
- Birma (Tatmadaw Lei): 10× T–33A od 1968, Ex-USA - MAP
- Boliwia (Fuerza Aérea Boliviana): 21× Canadair T-33AN Mk.III dostarczone 1973-1974 i 1977, 19 T-33SF; wycofane w 2017[2]
- Brazylia (FAB): 34× T–33A od 1956, 24× AT–33A od 1966, Ex-USA - MAP
- Chile (FACh): 13× T–33A od 1956, 2× RT–33A od 1959
- Dania (Flyvevabnet): 26× T–33A 1953–1977
- Dominikana (FAD): AT–33A–LO Silver Star
- Ekwador (FAE): 12× T–33A od 1956, 19× AT–33A od 1987
- Filipiny (PAF): 27× T–33A od 1956, Ex-USA - MAP
- Francja (ALA): 222× T–33A 1951—1985
- Grecja (Polemikí Aeroporía): 174× T–33A/RT-33A/T-33AN od 1951
- Gwatemala (FAG): 8× AT–33A od 1963
- Hiszpania (EdA): 58× T–33A (E.15) od 1954
- Holandia (KLu): 60× T–33A 1953–1972
- Honduras (FAH): 3× RT–33A w 1962, 1× T–33A w 1966
- Indonezja (TNI-AU): 12 × T–33A od 1973
- Iran (IIAF): 18× T–33A od 1956, 12× RT–33A od 1959
- Japonia (JASDF):  68 od USA w 1955, 210 wyprodukowanych przez Kawasaki od 1956
- Jugosławia (Jugoslavensko ratno zrakoplovstvo): 117× T–33A od 1953, 21× RT–33A od 1955
- Kanada
  - Royal Canadian Air Force (576× CT–133 1953–2005)
  - Royal Canadian Navy
  - Canadian Forces (od 1968)
  - National Research Council
- Kolumbia (FAC)
- Korea Południowa (ROKAF): Ex-USA - MAP, 22× T–33A, 4× RT-33A 1955–1992, także w zespole Black Eagles
- Kuba (FAC): 4× T–33A od 1955
- Libia (LARAF): 5× T–33A od 1963
- Meksyk (FAM): 48× T–33A od 1961
- Niemcy (Luftwaffe): 192 T–33A 1956–1976
- Nikaragua (Fuerza Aérea de Nicaragua, 4× AT–33A od USA po inwazji w Zatoce Świń w 1961, wycofane 1979)
- Norwegia (Luftforsvaret): 22× T-33A 1953-1968
- Pakistan (PAF): 21× T-33A  1955–1993
- Paragwaj (Fuerza Aérea de Paraguay): 6× AT–33A od Tajwanu w 1990, wycofane 1998
- Peru (FAP): 21× 1955–1993
- Portugalia (FAP): 28× T–33A 1952–1991
- Arabia Saudyjska (RSAF): 20× T–33A od 1957
- Singapur (RSAF, maszyny francuskie)
- Salwador
- Stany Zjednoczone
  - United States Air Force
  - United States Navy: 698× TO-2/TV-2
  - Boeing Commercial Airplanes (dwa Canadair CT–33, N109X i N416X jako samoloty śledzące)[3]
- Tajlandia (RTAF): 53× T–33A 1955–1995
- Tajwan (ROCAF): 104× T–33A od 1953, 7× RT–33A od 1955
- Turcja (THK): 189× T–33A od 1951 (ex-USA, ex-kanadyjskie, ex-niemieckie, ex-francuskie)
- Urugwaj (FAU): 9× T–33A od 1956, 6× RT–33A od 1964
- Włochy (AMI): 71× T–33A od 1953, ex-USA - MAP